# Gérald Passi
Pour les articles homonymes, voir Passi (homonymie).
Gérald Passi est un footballeur français né le 21 janvier 1964 à Albi. Il évoluait au poste de milieu de terrain.

## Biographie
Gérald Passi débute en première division le 3 mars 1982 lors du match Montpellier-Tours FC (1-3). Il se révèle lors de la saison 1986/1987 sous le maillot du Toulouse FC en inscrivant un triplé en seizièmes de finale aller de la Coupe UEFA contre le Spartak de Moscou. Ce soir-là, le gardien moscovite n'est autre que le célèbre Rinat Dasaev.
Son deuxième fait d'armes est son but à la dernière minute de la finale de la coupe de France 1991 entre Monaco et Marseille, sur une passe de Ramon Diaz. L'unique but de cette finale donne donc la victoire à son équipe et il est à noter que ni lui, ni Ramon Diaz n'étaient titulaires à l'entame du match.
Il compte 11 sélections en équipe de France pour 2 buts. Sa première sélection a lieu le 29 avril 1987 (victoire 2-0 contre l'Islande) et on l'annonce comme possible successeur de Michel Platini. Mais son aventure en Bleu se termine après le désastreux match nul en Chypre le 22 octobre 1988, qui entraîne d'ailleurs l'éviction polémique d'Henri Michel.
En janvier 1995, il est un des premiers français à tenter l'aventure au Japon pour jouer en J-League à Nagoya Grampus Eight, retrouvant au passage Arsène Wenger, son entraîneur à Monaco.
Il termine sa carrière professionnelle en 1997 et fait un retour en France détonnant, puisqu’il s’engage avec le club gersois d’Eauze Football Club, alors pensionnaire de promotion honneur. Il ne fera qu’un seul match sous les couleurs sangs et or, mais son passage aura été médiatisé et mettra un gros coup de projecteur sur ce petit club de district. 
Gérald Passi est le frère de Franck Passi, qui fut également footballeur professionnel.
Dès la fin de sa carrière, de retour en France, il s'installe à Annecy et ouvre un cabinet de design puis une société d'import/export.
De retour dans le football en 2009/2010, il met ses sociétés en berne et intègre la cellule de recrutement du centre de formation de l'ASSE. Non prolongé fin 2010, il passe ses diplômes d'entraîneur et travaille un temps pour le club espagnol de Villareal (scout en France en 2011/2012) puis intègre la cellule de recrutement de l'OGC Nice en septembre 2013.
Il sera ensuite recruteur pour l’AS Monaco jusqu’en 2020.

## Palmarès

### En club
- Vainqueur de la Coupe de France en 1991 avec l'AS Monaco
- Finaliste de la Coupe d'Europe des Vainqueurs de Coupe en 1992 avec l'AS Monaco

### En équipe de France
- 11 sélections et 2 buts entre 1987 et 1988[1]
- 10 sélections avec les Espoirs
- 1 sélection avec les A'
- Vainqueur du Tournoi de France en 1988

### Statistiques
- 281 matches et 58 buts en Division 1
- 68 matches et 6 buts en Division 2
- 9 matches et 3 buts en Coupe d'Europe des Vainqueurs de Coupe
- 11 matches et 7 buts en Coupe de l'UEFA